# Великий фільтр

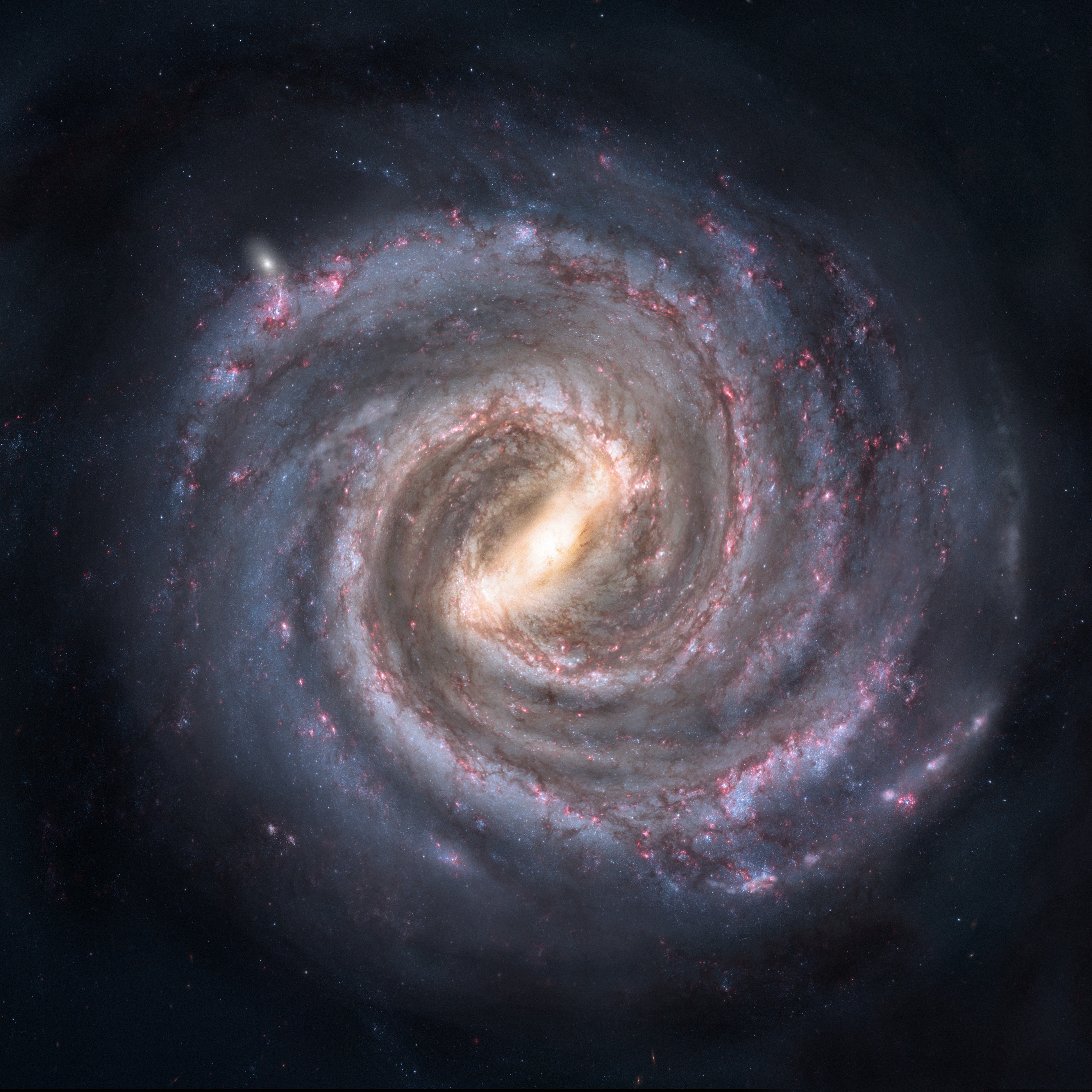
Галактика Чумацький Шлях. Попри результати рівняння Дрейка, в ній не виявлено інших цивілізацій

Вели́кий фі́льтр (англ. Great Filter) — гіпотеза, що пояснює парадокс Фермі існуванням перепони, яка не дає життю у Всесвіті виникати й розвиватися достатньо, щоб бути виявленим людьми. Проходження цієї перепони дуже складне, на більшості планет життя «відфільтровується» і поява космічної цивілізації є винятковим явищем. Гіпотезу запропонував економіст Роберт Гансон в 1996 році і її доповнили 1998 року.
Філософ Нік Бостром у 2008 році описав сам Великий фільтр як ймовірнісний бар'єр, який являє собою одну або кілька еволюційних трансформацій, необхідних для появи спостережуваного розумного життя.

## Історія
Вперше думку про певну перепону, яка обмежує розвиток життя у Всесвіті, не даючи досягати рівня міжзоряних цивілізацій, висловив у 1980 році британський астроном Брендон Картер. За його розрахунками, розвиток мислячих істот зазвичай обмежений на землеподібних планетах терміном близько 200 млн років. Упродовж цього часу існують умови, необхідні для того аби життя розвинулося від наземних тварин у розумні форми. Це дуже мало в космічному масштабі, так що виникнення людей на Землі є винятком із правила і результатом малоймовірного збігу численних обставин.
Роберт Гансон розвинув цю думку в 1996 році, запропонувавши існування низки кроків, які ведуть від появи відповідних планет до космічних цивілізацій. За його оцінками, є 800 млн років для проходження всіх кроків, після чого умови для виникнення розуму більше не існуватимуть на конкретній планеті. Картер тоді пояснив парадокс існування в такому разі життя на Землі тим, що воно могло потрапити з Марса, де вже достатньо розвинулося. На нашій же планеті без цього життя виникло б значно пізніше.

## Основні положення
Як вказує рівняння Дрейка, у Всесвіті та нашій галактиці зокрема повинна існувати велика кількість спостережуваних інопланетних цивілізацій, близько 100 000. Однак, парадокс Фермі показує, що за наявності всіх умов для виникнення позаземних цивілізацій земляни не спостерігають жодної. Роберт Гансон запропонував, що для виникнення міжзоряної цивілізації мусить виконатися низка еволюційних кроків:
1. Виникнення зоряної системи з планетами, на яких можлива поява життя.
2. Поява на одній з планет самовідтворюваних молекул (наприклад, РНК).
3. Поява простого одноклітинного життя (прокаріоти).
4. Поява складного одноклітинного життя (еукаріоти).
5. Виникнення статевого розмноження.
6. Поява багатоклітинних організмів.
7. Виникнення тварин з розвиненим мозком, які використовують знаряддя праці.
8. Досягнення поточного стану людства.
9. Поширення через колонізацію космосу.

У якійсь точці еволюції від першого до дев'ятого кроку існує перепона, подолати яку вкрай малоймовірно або взагалі неможливо. Вона може виражатися сукупністю природних факторів, які не дають життю виникати і достатньо розвиватися, загибеллю розумного життя внаслідок власних дій або діяльністю інших цивілізацій.

## Прояви Великого фільтра

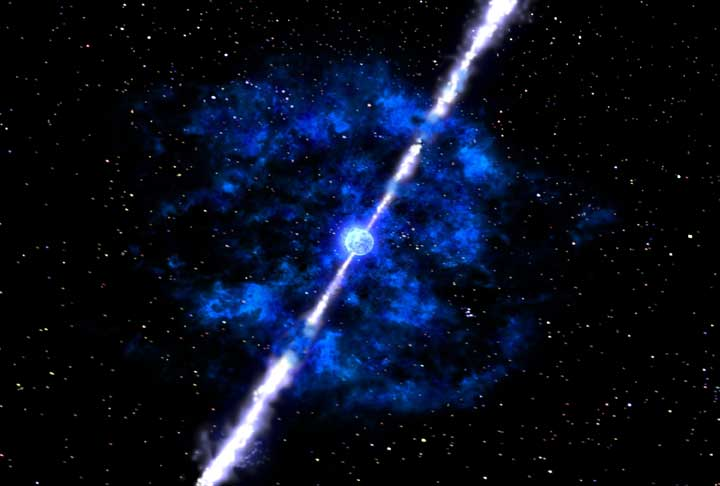
Гамма-сплески можуть бути Великим фільтром, знищуючи життя на навколишніх планетах

### Природні
Відсутність потрібних умов на планетах. Для появи високоорганізованого життя планета передусім повинна перебувати в зоні життя навколо зірки. Також, імовірно, в системі повинна бути масивна планета, така як Юпітер, що відхилятиме комети й астероїди, вберігаючи придатну для життя планету від зіткнень з ними. Великий супутник планети стабілізуватиме вісь обертання, що забезпечить стійкий клімат на різних широтах. Крім того, поява і розвиток життя вимагають діяльності карбоново-силікатного циклу, для чого потрібна тектоніка плит, забезпечувана радіоактивними елементами. Можливо, навіть за поєднання всіх цих факторів на планеті не станеться аналога земного кембрійського вибуху, якщо не існуватиме відповідних фізичних, хімічних і геологічних умов у потрібний час. Таким чином, якщо позаземне життя існує, воно в більшості випадків не розвивається далі бактерій.
Природні катастрофи. Життя може знищуватися через падіння на планету астероїдів і комет, супервулканізм або гамма-сплески. Також існує думка про досі невідомі періодичні катастрофічні процеси, які «обнуляють» еволюцію по всій галактиці.

### Штучні

Можливо, Великим фільтром є війни, в яких цивілізації самознищуються

Самознищення цивілізацій. Можливо, цивілізації по досягненню досить високого рівня технологій гинуть через ядерні війни, біотероризм, повстання штучного інтелекту, «сірий слиз» або небезпечні фізичні експерименти ще до того, як виходять в космос.
Екологічний голокост. Раніші цивілізації через колонізацію та добування ресурсів на інших планетах зробили їх непридатними для виникнення життя і колонізації пізнішими цивілізаціями. Фронт освоєння галактики розширюється від рідної планети, лишаючи всередині мертві світи. Як варіант, розглядається використання зондів фон Неймана, а не живих істот.
Ворожа цивілізація. Якщо істоти виходять в космос, уникнувши загибелі від природних факторів і самознищення, вони неодмінно будують агресивне суспільство. Воно придушуватиме розвиток і поширення інших цивілізацій. Проте така гіпотеза, як і попередня, лишає відкритим питання чому не спостерігається слідів давніх цивілізацій і чому вони оминули Сонячну систему.

## Людство і Великий фільтр
- Великий фільтр подолано — відповідно до цієї точки зору, життя на Землі завдяки вдалому збігу обставин вже подолало Великий фільтр і саме тому люди існують. Це означає, що ми — одна з кількох форм розумного життя на весь Всесвіт, або навіть єдина. Але це також може означати, що у Всесвіті лише зараз встановилися умови для виникнення розуму. Таким чином люди є першими, а надалі розумне життя виникатиме все частіше.
- Великий фільтр ще попереду — життя регулярно розвивається до рівня, подібного до нашого, але щось перешкоджає його подальшому розвитку. Фільтром в цьому випадку головним чином розглядаються природні явища, такі як гамма-сплески, або самознищення цивілізації по досягненню певного рівня технологічного розвитку[4].

## Великий фільтр у фантастиці

### Кіно й телебачення
- «Зоряна брама» — у творах франшизи згадуються цивілізації, що цілеспрямовано знищують чи придушують розвиток інших цивілізацій задля власної вигоди та безпеки: ґоа'улди, рейфи, реплікатори та дрони.

### Відеоігри
- Оригінальна трилогія Mass Effect — серія описує галактичне суспільство численних цивілізацій, проте роботи Женці регулярно знищують всі цивілізації, здатні створювати штучний інтелект. Також згадуються кілька цивілізацій, що загинули в ядерній війні до того, як вийшли в космос.
- Dead Space — істоти Братні Місяці підштовхують космічні цивілізації у вигідному їм напрямі розвитку та використовують їхній біологічний матеріал для власного розмноження.